# Государственный архив Закарпатской области
Государственный архив Закарпатской области — основное архивное учреждение Закарпатской области.

## История
- Центральный государственный исторический архив Закарпатской Украины (1945—1946)
- Закарпатский областной государственный архив (1946—1980)
- Государственный архив Закарпатской области (с 1980 года)[1].

## Фонд
В архиве находятся:
- 5042 фондов 1 367 604 личных дела за 1391—2007 года,
- 1624 единиц научно-технической документации за 1948—1987 года,
- 17 345 единиц фотодокументов за 1918—1990 года.

Среди документов революции 1848—1849 годов — решение Национального собрания в Пеште о назначении Лайоша Кошута руководителем венгерского национально-освободительного движения (1848), материалы об организации национальной армии в городах.
Документы до 1946 года хранятся в Берегово. Они отражают историческое прошлое края за годы, когда он входил в состав других государств. Первый оригинальный документ датирован XIV веком. Есть грамоты королей и князей, которые относятся к XV—XVI векам.
В фондах периода деятельности правительства Карпатской Украины сохранены документы о первых шагах правительства в налаживании работы промышленности и коммуникаций, документы о выборах в Сейм Карпатской Украины, сведения о предупреждении о подготовке покушения на президента Августина Волошина.
В фондах Народного Совета Закарпатской Украины сохранены мандаты и удостоверения делегатов 1-го съезда Народных Комитетов в Мукачево, декреты Народного Совета, сведения о службе закарпатцев в Красной и чехословацкой армиях.
Наибольшие по объёму и важные по содержанию фонды советских и партийных учреждений, организаций и предприятий за 1946—1985 года.
В фонде «Служба безопасности Украины по Закарпатской области» хранятся уголовные дела жертв политических репрессий в 1944—1960 годах на Закарпатье, фильтрационные дела на военнослужащих венгерской армии, военнопленных и мирных жителей, отправленных в лагеря. Есть сведения о судьбе людей, которые в 1939—1943 годах добровольно переходили советскую границу и были за это осуждены, о возвращении евреев из депортации в 1945 году.
До начала XVIII века значительное количество документов написаны на латинском языке, но есть среди них документы на немецком и венгерском языках (в основном готический шрифт). В 30-40-х годах XIX века и до начала XX века преобладают документы на венгерском языке, но есть немало документов русинском. В 20—30-х годах XX века преобладают документы на чешском и словацком языках. Среди документов архива встречаются документы на греческом, румынском языках, а также на идише.
На протяжении 2007—2008 годов на хранение в государственный архив было принято 1788 церковных книг 1712—1947 годов. Это книги разных конфессий:
- римско-католической — 66 книг;
- греко-католической — 909;
- реформаторской — 286;
- иудейской — 96;
- православной — 84;
- религиозных организаций евангелистов — 2;
- баптистов — 2.

Записи в книгах сделаны венгерском, чешском и русинском языках, в них содержатся сведения о рождении, браке и смерти прихожан данной конфессии. Также принято 2310 метрических книг за 1895—1930 года.